# جون غريدي (أكاديمي)
جون غريدي (بالإنجليزية: John Grady)‏ هو أكاديمي أسترالي، ولد في 1923، وتوفي في 18 أبريل 1986.